# Унка
Унка је насељено мјесто у општини Брод, Република Српска, БиХ. Према прелиминарним подацима пописа становништва 2013. године, у насељу је живјело 134 становника.

## Становништво
Према попису становништва из 1991. године, мјесто је имало 396 становника.
| Националност       | 2013.        | 1991.        | 1981.        | 1971.        |
| Срби               | 120 (89,55%) | 221 (55,80%) | 218 (58,59%) | 200 (53,62%) |
| Хрвати             | 13 (9,70%)   | 171 (43,18%) | 147 (39,52%) | 173 (46,38%) |
| Југословени        | —            | 4 (1,01%)    | 7 (1,88%)    | 0            |
| остали и непознато | 1 (0,74%)    |              |              |              |
| Укупно             | 134          | 396          | 372          | 373          |

| Демографија | Демографија | Демографија |
| Година      | Становника  | Становника  |
| ----------- | ----------- | ----------- |
| 1948.       | 472         |             |
| 1953.       | 459         |             |
| 1961.       | 464         |             |
| 1971.       | 373         |             |
| 1981.       | 372         |             |
| 1991.       | 395         |             |
| 2013.       | 134         |             |